# Patience (Guns-N’-Roses-Lied)
Patience (englisch für „Geduld“) ist ein Lied der US-amerikanischen Hard-Rock-Band Guns N’ Roses aus dem Jahr 1988. Es erschien auf dem Album G N’ R Lies und wurde im März 1989 als Single ausgekoppelt.

## Entstehung
Das Lied wird mit drei Westerngitarren gespielt und wurde in einer Session mit Produzent Mike Clink aufgenommen. Es wurde auch ein Musikvideo dazu gedreht, das auch auf der DVD Welcome to the Videos erschien. Musik und Text stammen laut Slashs Angaben von Izzy Stradlin; Axl Rose erweiterte die Gesangsmelodie. Duff McKagan zufolge schrieb Rose den Text, und die Melodie sei „aus dem Nichts“ gekommen. Die Urheberschaft teilten sich jedoch alle Bandmitglieder. Schlagzeuger Steven Adler wirkte nicht mit. Dennoch ist er im Musikvideo zu sehen, zum letzten Mal in einem Video für Guns N’ Roses, bevor er die Band verlassen musste. Auch Clink ist im Video zu sehen.

## Inhalt und Text
Patience ist eine mit Westerngitarren gespielte Rock-Ballade. Das Lyrische Ich im Liedtext bittet die geliebte Person, Geduld zu haben und es langsam angehen zu lassen, bevor die beiden zusammenkommen werden.
Plagiatsvorwurf
Der Gitarrist der Band Tesla Frank Hannon behauptete später, Guns N’ Roses hätten den Song von einem Demo-Song seiner Band namens Better Off Without You übernommen. Das Stück sei „Note für Note“ identisch.
Das Lied Better of Without You erschien erst am 12. Juli 2011. Möglicherweise wurde der Song neu überarbeitet, aber diese Version auf dem Twitter Wires-Album hat nehezu nichts mit dem Lied Patience von der Band Guns N’ Roses zu tun.

## Kommerzieller Erfolg

### Chartplatzierungen
| ChartsChartplatzierungen       | Höchstplatzierung | Wochen |
| ------------------------------ | ----------------- | ------ |
| Deutschland (GfK)              | 38 (13 Wo.)       | 13     |
| Schweiz (IFPI)                 | 16 (9 Wo.)        | 9      |
| Vereinigte Staaten (Billboard) | 4 (18 Wo.)        | 18     |
| Vereinigtes Königreich (OCC)   | 10 (8 Wo.)        | 8      |

| ChartsJahrescharts (1989)      | Platzierung |
| ------------------------------ | ----------- |
| Vereinigte Staaten (Billboard) | 71          |

### Auszeichnungen für Musikverkäufe
| Land/Region                  | Auszeichnungen für Musikverkäufe (Land/Region, Auszeichnung, Verkäufe) | Verkäufe |
| ---------------------------- | ---------------------------------------------------------------------- | -------- |
| Australien (ARIA)            | Gold                                                                   | 35.000   |
| Brasilien (PMB)              | 2× Platin                                                              | 120.000  |
| Italien (FIMI)               | Gold                                                                   | 50.000   |
| Neuseeland (RMNZ)            | Platin                                                                 | 30.000   |
| Vereinigte Staaten (RIAA)    | Gold                                                                   | 500.000  |
| Vereinigtes Königreich (BPI) | Silber                                                                 | 200.000  |
| Insgesamt                    | 1× Silber · 3× Gold · 3× Platin ·                                      | 935.000  |

Hauptartikel: Guns N’ Roses/Auszeichnungen für Musikverkäufe

## Coverversionen
Carrie Underwood begann 2006 das Stück live zu spielen. Finger Eleven und Velvet Revolver spielten es im Jahr 2007. Slash spielte Patience ebenfalls live. Gleiches taten Aaron Lewis von Staind, John Mayer und Maroon 5. Es gibt auch ein Jazz-Cover von Sawa Kobayashi. Eine Parodie mit dem Titel Patients wurde von der Band ApologetiX aufgenommen.